# Kanmurijima
Kanmurijima (冠島) es una isla en el mar del Japón administrada por Maizuru, en la prefectura de Kioto, Japón. 
Hogar de la pardela canosa, la isla fue designada monumento natural japonés (天然記念物, tennenkinenbutsu) en 1924.

## Geografía
- Área total: 126,456 ㎡
- Circunferencia: 4 km.
- Altitud: 169,7 m s. n. m.

- Datos: Q6363834
- Multimedia: Kanmurijima / Q6363834